# 榄圩乡
榄圩乡，是中华人民共和国广西壮族自治区崇左市大新县下辖的一个乡镇级行政单位。

## 行政区划
榄圩乡下辖以下地区：
榄圩社区、武姜村、先力村、先明村、康谭村、岜光村、新球村、新排村、那遵村、正隆村、新吉村、上吉村、荣圩村、仁合村和康合村。